# Narcissus × odorus
Narcissus × odorus é uma espécie de planta com flor pertencente à família Amaryllidaceae. 
A autoridade científica da espécie é L., tendo sido publicada em Centuria II. Plantarum...14. 1756.

## Portugal
Trata-se de uma espécie presente no território português, nomeadamente em Portugal Continental.
Trata-se de um táxon com problemas taxonómicos na região referida.

## Protecção
Não se encontra protegida por legislação portuguesa ou da Comunidade Europeia.